# Wheeling, Missouri
Wheeling, stad i Livingston County, Missouri, USA. Invånarantalet vid 2010 års folkräkning uppgick till 271 .